# 세계 당뇨의 날

세계 당뇨의 날

세계 당뇨의 날 ( 世界 糖尿의 날 , World Diabetes Day )은 국제 당뇨병 연맹 (IDF)과 세계 보건기구 (WHO)가 정한 국제 기념일로, 매년 11월 14일에 해당한다.

## 같이 보기
- 세계 보건의 날